# Razziegalan 2014
Razziegalan 2014 var den 34:e upplagan Golden Raspberry Awards och hölls 1 mars 2014. Galan hölls som vanligt dagen innan Oscarsgalan, och gav pris till de sämsta filminsatserna under 2013.

## Vinnare och nominerade
| Sämsta film | Sämsta regissör |
| --- | --- |

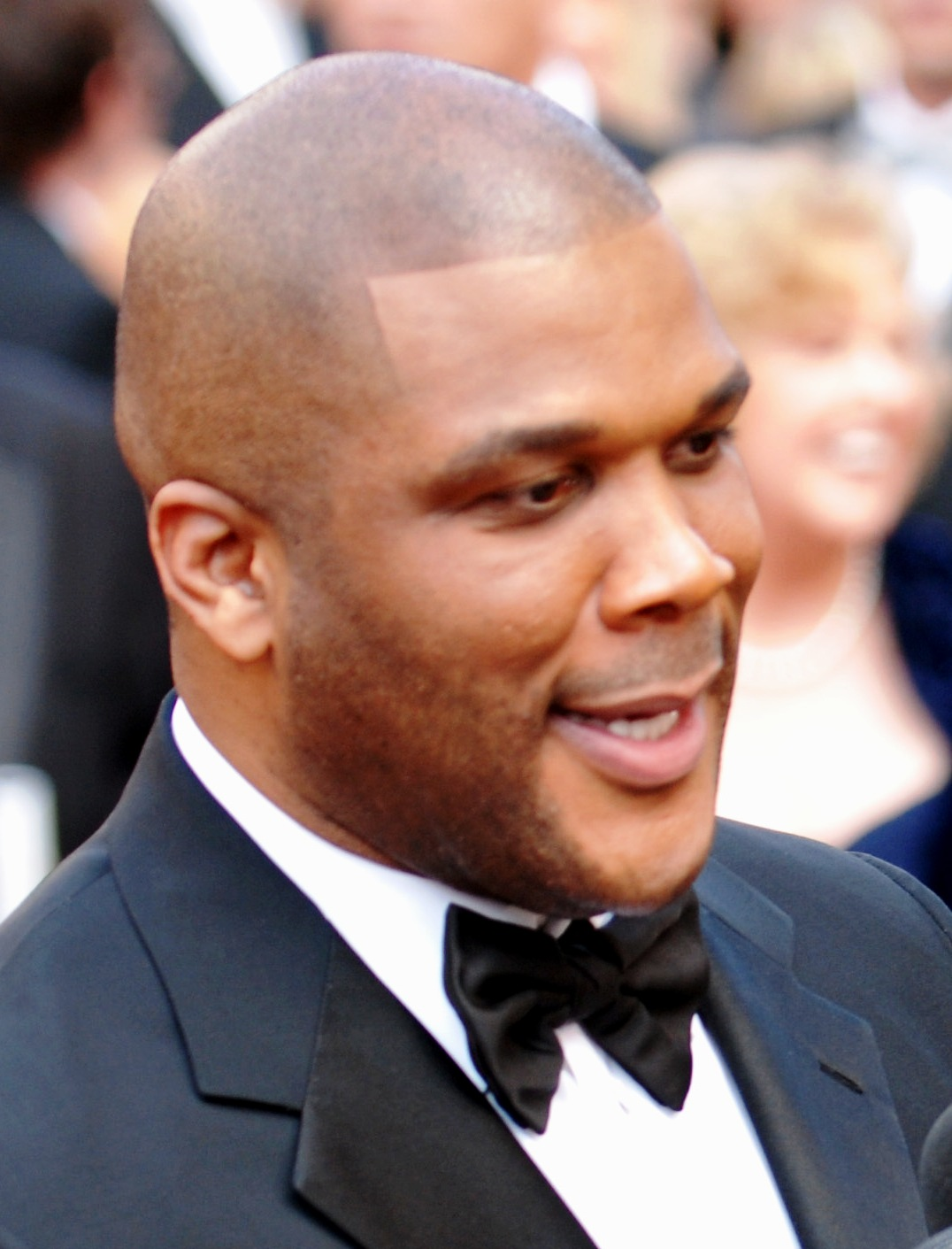
Tyler Perry,
Sämsta kvinnliga skådespelare

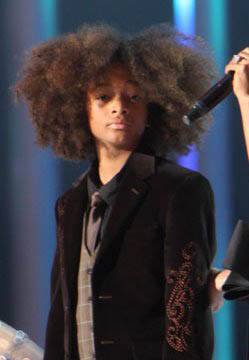
Jaden Smith,
Sämsta manliga skådespelare

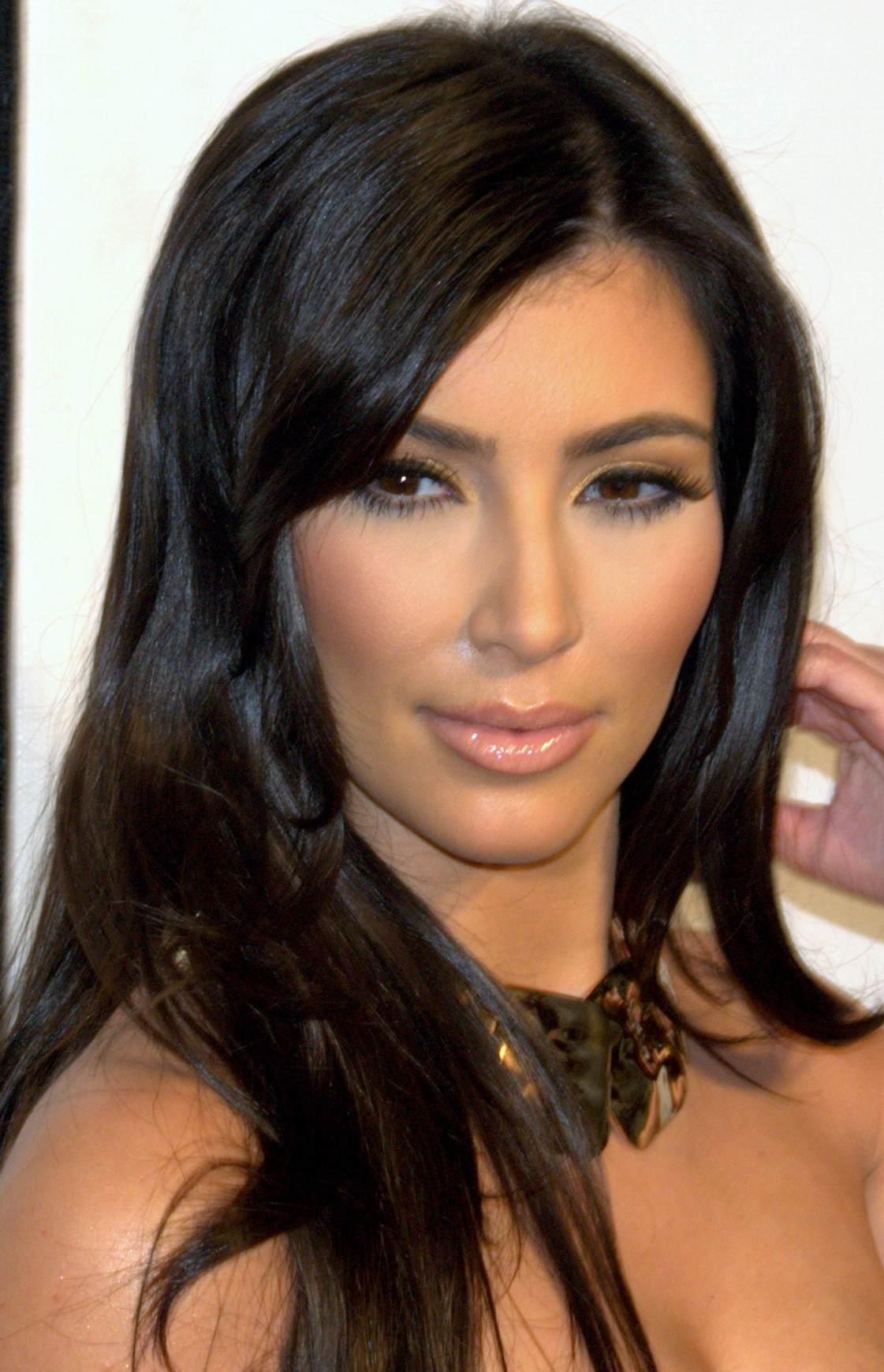
Kim Kardashian,
Sämsta kvinnliga biroll

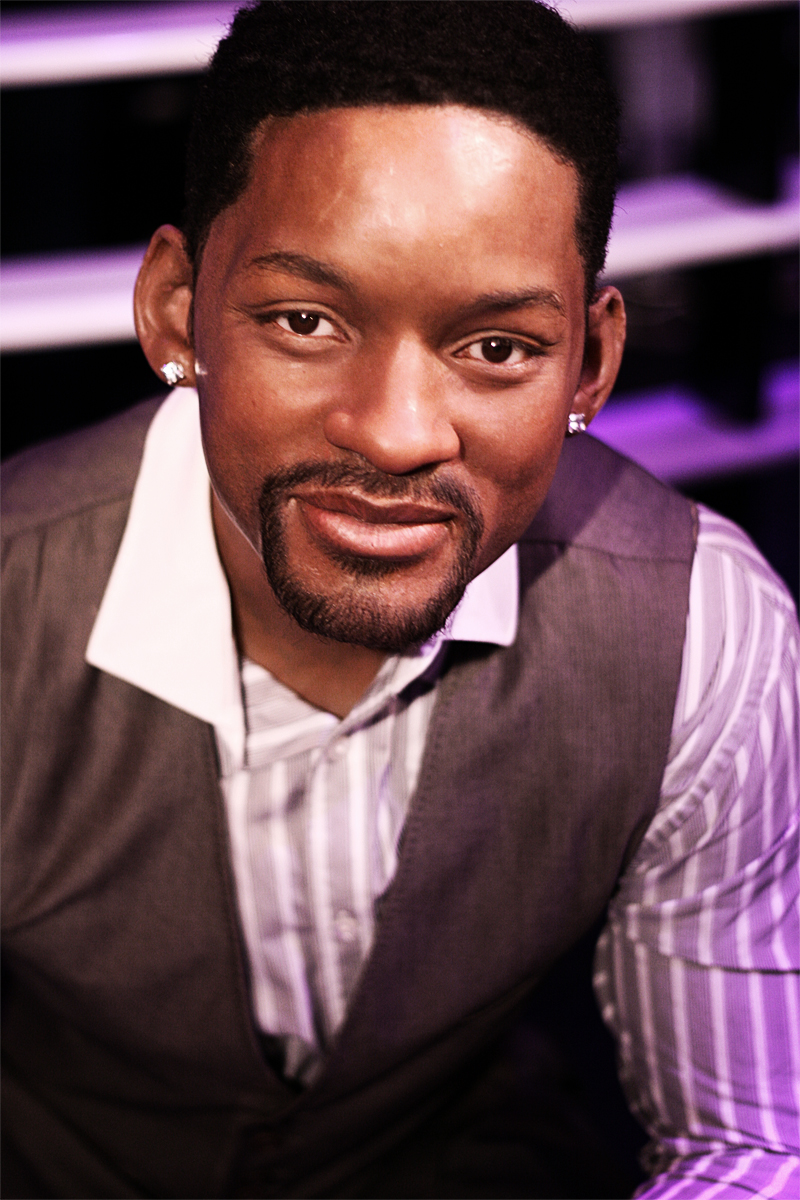
Will Smith,
Sämsta manliga biroll

| - Movie 43 – Relativity Media - After Earth – Columbia - Grown Ups 2 – Columbia - The Lone Ranger – Disney - A Madea Christmas – Lionsgate | - De 13 personer, (Elizabeth Banks, Steven Brill, Steve Carr, Rusty Cundieff, James Duffy, Griffin Dunne, Peter Farrelly, Patrik Forsberg, Will Graham, James Gunn, Bob Odenkirk, Brett Ratner och Jonathan van Tulleken) som regisserade Movie 43 - Dennis Dugan – Grown Ups 2 - Tyler Perry – A Madea Christmas och Temptation: Confessions of a Marriage Counselor - M. Night Shyamalan – After Earth - Gore Verbinski – The Lone Ranger |
| Sämsta kvinnliga skådespelare | Sämsta manliga skådespelare |
| - Tyler Perry – A Madea Christmas (Drag) - Halle Berry – The Call och Movie 43 - Selena Gomez – Getaway - Lindsay Lohan – The Canyons - Naomi Watts – Diana | - Jaden Smith – After Earth - Johnny Depp – The Lone Ranger - Ashton Kutcher – Jobs - Adam Sandler – Grown Ups 2 - Sylvester Stallone – Bullet to the Head, Escape Plan och Grudge Match |
| Sämsta kvinnliga biroll | Sämsta manliga biroll |
| - Kim Kardashian – Temptation: Confessions of a Marriage Counselor - Salma Hayek – Grown Ups 2 - Katherine Heigl – The Big Wedding - Lady Gaga – Machete Kills - Lindsay Lohan – InAPPropriate Comedy och Scary Movie 5 | - Will Smith – After Earth - Chris Brown – Battle of the Year - Larry the Cable Guy – A Madea Christmas - Taylor Lautner – Grown Ups 2 - Nick Swardson – Grown Ups 2 och A Haunted House |
| Sämsta manus | Sämsta filmkombination |
| - Movie 43 – Steve Baker, Ricky Blitt, Will Carlough, Tobias Carlson, Jacob Fleisher, Patrik Forsberg, Will Graham, James Gunn, Claes Kjellstrom, Jack Kukoda, Bob Odenkirk, Bill O'Malley, Matthew Alec Portenoy, Greg Pritikin, Rocky Russo, Olle Sarri, Elizabeth Wright Shapiro, Jeremy Sosenko, Jonathan van Tulleken och Jonas Wittenmark - After Earth – M. Night Shyamalan, Gary Whitta och Will Smith - Grown Ups 2 – Adam Sandler, Tim Herlihy och Fred Wolf - The Lone Ranger – Justin Haythe, Ted Elliott och Terry Rossio (Manus), baserat på Lone Ranger av Fran Striker och George W. Trendle) - A Madea Christmas – Tyler Perry | - Jaden Smith och Will Smith på planeten Nepotism i After Earth - Hela rollbesättningen i Grown Ups 2 - Hela rollbesättningen i Movie 43 - Lindsey Lohan och Charlie Sheen i Scary Movie 5 - Tyler Perry och antingen Larry the Cable Guy eller den utslitna peruken och klänningen i A Madea Christmas |
| Sämsta prequel, nyinspelning, rip-off eller uppföljare | |
| - The Lone Ranger – Disney - Grown Ups 2 – Columbia - Baksmällan del III – Warner Bros. - Scary Movie 5 – Dimension / The Weinstein Company - The Smurfs 2 – Columbia / Sony Animation | |

### Filmer med flera vinster
| Vinster | Film        |
| ------- | ----------- |
| 3       | After Earth |
| 3       | Movie 43    |